# 盖尔巴赫
盖尔巴赫是德国莱茵兰-普法尔茨州的一个市镇。总面积7.32平方公里，总人口565人，其中男性287人，女性278人（2011年12月31日），人口密度77人/平方公里。